# Ochicanthon ernei
Ochicanthon ernei är en skalbaggsart som beskrevs av Cuccodoro 2011. Ochicanthon ernei ingår i släktet Ochicanthon och familjen bladhorningar. Inga underarter finns listade i Catalogue of Life.